# Oe (Estonsko)
Oe je vesnice v estonském kraji Võrumaa, samosprávně patřící do obce Antsla.

## Významní rodáci
- Bernard Kangro, estonský novinář a spisovatel
- Karl Pärsimägi, estonský malíř